# Max Whitlock
Max Whitlock (Hemel Hempstead, Inglaterra, 13 de enero de 1993) es un gimnasta Inglés de Hemel Hempstead, Hertfordshire. En octubre de 2010 formó parte del equipo que ganó la medalla de plata para Inglaterra en gimnasia artística completo por equipo en los Juegos de la Mancomunidad. También ganó la medalla de plata en el caballo con arcos y una medalla de bronce en la barra horizontal de los mismos juegos. Whitlock es un miembro del equipo de gimnasia de Gran Bretaña en los Juegos Olímpicos de Londres, donde ayudó al equipo a obtener una medalla de bronce en la final por equipos el 30 de julio de 2012 en el North Greenwich Arena.
Fue un suplente para el equipo británico en el Campeonato Mundial de Gimnasia de 2011 en Tokio, Japón.